# Saint-Symphorien-des-Bruyères
Pour les articles homonymes, voir Saint-Symphorien.
Saint-Symphorien-des-Bruyères est une commune française, située dans le département de l'Orne en région Normandie, peuplée de 483 habitants.

## Géographie
La commune est  au sud du pays d'Ouche. Son bourg est à 5,5 km au nord-ouest de L'Aigle et à 9 km au sud-est de La Ferté-Frênel.
Le point culminant (294 m) se situe à l'ouest, près du lieu-dit la Bigotière. Le point le plus bas (230 m) est sur le versant d'un vallon du Godet, en limite est, après la sortie du ruisseau du territoire.
| Gauville          | Saint-Nicolas-de-Sommaire     | Saint-Nicolas-de-Sommaire |
| Gauville, Beaufai | Saint-Symphorien-des-Bruyères | Saint-Sulpice-sur-Risle   |
| Beaufai           | Rai                           | L'Aigle                   |

### Hydrographie
La commune est située dans le bassin Seine-Normandie. Elle est drainée par le Vernet, le Cauche, le Finard, le Sommaire et le fossé 01 de la commune de Saint-Symphorien-des-Bruyeres,,.
Le Vernet, d'une longueur de 27 km, prend sa source dans la commune de La Ferté-en-Ouche et se jette  dans la Risle à La Vieille-Lyre, après avoir traversé huit communes. 

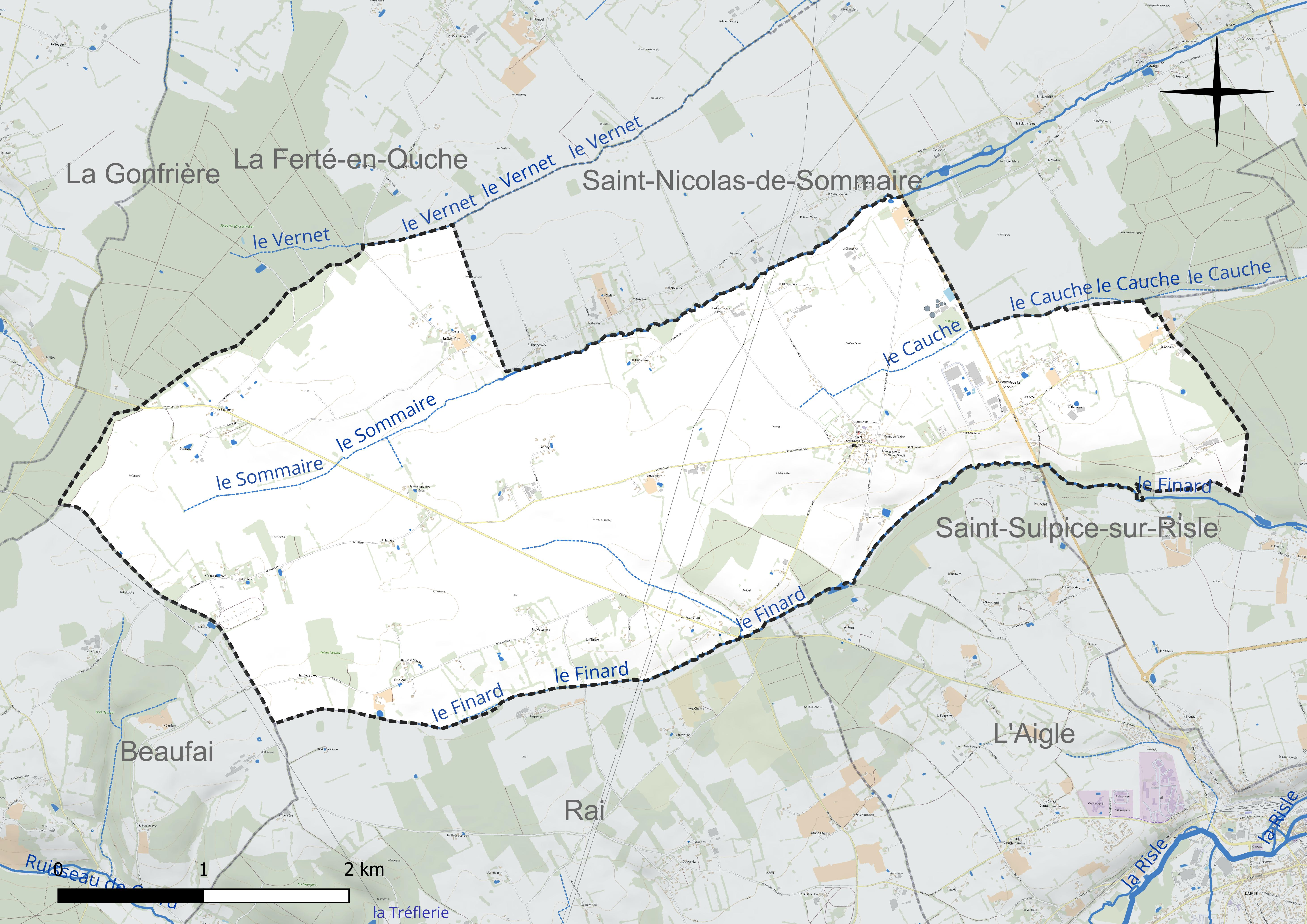
Réseau hydrographique de Saint-Symphorien-des-Bruyères.

Le Cauche, d'une longueur de 11 km, prend sa source dans la commune  et se jette  dans la Risle à Rugles, après avoir traversé cinq communes. 
Le Finard, d'une longueur de 11 km, prend sa source dans la commune de Rai et se jette  dans la Risle à Saint-Martin-d'Écublei, après avoir traversé cinq communes. 
Le Sommaire, d'une longueur de 19 km, prend sa source dans la commune  et se jette  dans la Risle à Neaufles-Auvergny, après avoir traversé sept communes. 

### Climat
Pour des articles plus généraux, voir Climat de la Normandie et Climat de l'Orne.
En 2010, le climat de la commune est de type climat océanique dégradé des plaines du Centre et du Nord, selon une étude du CNRS s'appuyant sur une série de données couvrant la période 1971-2000. En 2020, Météo-France publie une typologie des climats de la France métropolitaine dans laquelle la commune est dans une zone de transition entre le climat océanique et le climat océanique altéré et est dans la région climatique Normandie (Cotentin, Orne), caractérisée par une pluviométrie relativement élevée (850 mm/a) et un été frais (15,5 °C) et venté. Parallèlement le GIEC normand, un groupe régional d’experts sur le climat, différencie quant à lui, dans une étude de 2020, trois grands types de climats pour la région Normandie, nuancés à une échelle plus fine par les facteurs géographiques locaux. La commune est, selon ce zonage, exposée à un « climat contrasté des collines », correspondant au Pays d'Ouche et au Perche et bénéficiant d’un caractère continental affirmé avec des précipitations atténuées et des amplitudes thermiques fortes.
Pour la période 1971-2000, la température annuelle moyenne est de 9,7 °C, avec une amplitude thermique annuelle de 14 °C. Le cumul annuel moyen de précipitations est de 794 mm, avec 12,6 jours de précipitations en janvier et 8,3 jours en juillet. Pour la période 1991-2020, la température moyenne annuelle observée sur la station météorologique la plus proche, située sur la commune de L'Aigle à 4 km à vol d'oiseau, est de 10,6 °C et le cumul annuel moyen de précipitations est de 729,7 mm,. Pour l'avenir, les paramètres climatiques de la commune estimés pour 2050 selon différents scénarios d’émission de gaz à effet de serre sont consultables sur un site dédié publié par Météo-France en novembre 2022.

## Urbanisme

### Typologie
Au 1er janvier 2024, Saint-Symphorien-des-Bruyères est catégorisée commune rurale à habitat très dispersé, selon la nouvelle grille communale de densité à sept niveaux définie par l'Insee en 2022.
Elle est située hors unité urbaine. Par ailleurs la commune fait partie de l'aire d'attraction de L'Aigle, dont elle est une commune de la couronne,. Cette aire, qui regroupe 32 communes, est catégorisée dans les aires de moins de 50 000 habitants,.

### Occupation des sols
L'occupation des sols de la commune, telle qu'elle ressort de la base de données européenne d’occupation biophysique des sols Corine Land Cover (CLC), est marquée par l'importance des territoires agricoles (94,1 % en 2018), une proportion identique à celle de 1990 (94,1 %). La répartition détaillée en 2018 est la suivante : 
terres arables (72,9 %), prairies (16,6 %), forêts (5,9 %), zones agricoles hétérogènes (4,5 %). L'évolution de l’occupation des sols de la commune et de ses infrastructures peut être observée sur les différentes représentations cartographiques du territoire : la carte de Cassini (XVIIIe siècle), la carte d'état-major (1820-1866) et les cartes ou photos aériennes de l'IGN pour la période actuelle (1950 à aujourd'hui).

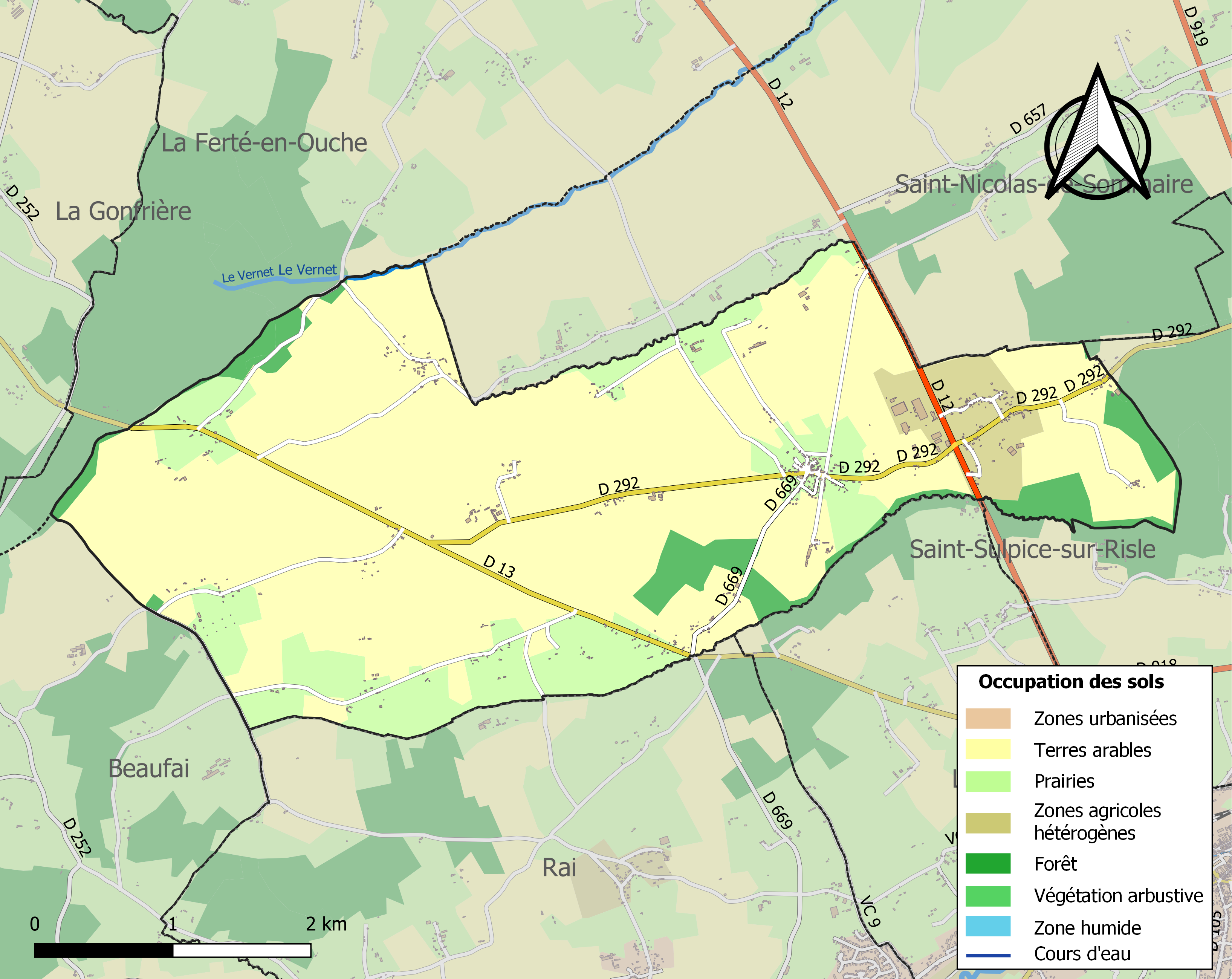
Carte des infrastructures et de l'occupation des sols de la commune en 2018 (CLC).

## Toponymie
Le nom de la localité est attesté sous les formes Symphorien en 1793, Saint-Symphorien-des-Bruyères en 1801.
La paroisse est dédiée à Symphorien d'Autun, martyr chrétien du IIe siècle.
Comme à Saint-Pierre-la-Bruyère, Saint-Maclou-la-Brière ou même Bresolettes, l'endroit devait se caractériser par la présence de bruyères.
Le gentilé est Saint-Symphérinolais.

## Politique et administration
| Période                                  | Période   | Identité      | Étiquette | Qualité             |
| ---------------------------------------- | --------- | ------------- | --------- | ------------------- |
| 18…                                      | 18…       | Paizot        |           |                     |
|                                          |           |               |           |                     |
| juin 1995                                | mars 2014 | André Boisset |           |                     |
| mars 2014                                | En cours  | Guy Martel    | SE        | Technico-commercial |
| Les données manquantes sont à compléter. |           |               |           |                     |

Le conseil municipal est composé de onze membres dont le maire et trois adjoints.

## Démographie
L'évolution du nombre d'habitants est connue à travers les recensements de la population effectués dans la commune depuis 1793. Pour les communes de moins de 10 000 habitants, une enquête de recensement portant sur toute la population est réalisée tous les cinq ans, les populations de référence des années intermédiaires étant quant à elles estimées par interpolation ou extrapolation. Pour la commune, le premier recensement exhaustif entrant dans le cadre du nouveau dispositif a été réalisé en 2008.
En 2022, la commune comptait 483 habitants, en évolution de −4,55 % par rapport à 2016 (Orne : −3,21 %, France hors Mayotte : +2,11 %).
Au premier recensement républicain, en 1793, Saint-Symphorien-des-Bruyères comptait 825 habitants, population jamais atteinte depuis.
| 1793 | 1800 | 1806 | 1821 | 1836 | 1841 | 1846 | 1851 | 1856 |
| ---- | ---- | ---- | ---- | ---- | ---- | ---- | ---- | ---- |
| 825  | 713  | 814  | 799  | 768  | 703  | 682  | 641  | 600  |

| 1861 | 1866 | 1872 | 1876 | 1881 | 1886 | 1891 | 1896 | 1901 |
| ---- | ---- | ---- | ---- | ---- | ---- | ---- | ---- | ---- |
| 592  | 610  | 560  | 540  | 474  | 441  | 428  | 423  | 419  |

| 1906 | 1911 | 1921 | 1926 | 1931 | 1936 | 1946 | 1954 | 1962 |
| ---- | ---- | ---- | ---- | ---- | ---- | ---- | ---- | ---- |
| 400  | 447  | 402  | 413  | 434  | 419  | 393  | 377  | 360  |

| 1968 | 1975 | 1982 | 1990 | 1999 | 2006 | 2008 | 2013 | 2018 |
| ---- | ---- | ---- | ---- | ---- | ---- | ---- | ---- | ---- |
| 345  | 391  | 438  | 504  | 497  | 484  | 480  | 519  | 481  |

| 2022 | - | - | - | - | - | - | - | - |
| ---- | - | - | - | - | - | - | - | - |
| 483  | - | - | - | - | - | - | - | - |

## Lieux et monuments
- L'église Saint-Symphorien du XVe siècle est inscrite aux Monuments historiques[30]. Elle abrite un ensemble retable-gradin-tabernacle-tableau du XVIIIe siècle classé à titre d'objet[31].

## Activité et manifestations
Fête communale (3e week-end de septembre).

### Sports
L'Espérance de Saint-Symphorien-des-Bruyères fait évoluer une équipe de football en division de district.

## Personnalités liées à la commune
- Alexandre Pichot (né en 1983), coureur cycliste, réside à Saint-Symphorien-des-Bruyères[33].